# Касимовка (Башкортостан)
Каси́мовка, Каси́м (баш. Ҡасим) — деревня в Бижбулякском районе Башкортостана, относится к Кенгер-Менеузовскому сельсовету. Проживают татары, башкиры, русские.

## История
Название происходит от личного имени баш. Ҡасим.

## География
Расстояние до:
- районного центра (Бижбуляк): 19 км,
- центра сельсовета (Кенгер-Менеуз): 9 км,
- ближайшей ж/д станции (Аксеново): 36 км.

## Население
| 2002 | 2009 | 2010 |
| ---- | ---- | ---- |
| 121  | ↗131 | ↘123 |

Национальный состав
Согласно переписи 2002 года, преобладающие национальности — татары (73 %), башкиры (26 %).